# Straub F. Brunó
Straub Ferenc Brunó (Nagyvárad, 1914. január 5. – Budapest, 1996. február 15.) magyar biokémikus, a Magyar Tudományos Akadémia levelező (1946), majd rendes tagja (1949). 1985–1990 közt országgyűlési képviselő; 1988 és 1989 között a Magyar Népköztársaság Elnöki Tanácsának utolsó elnöke.

## Tanulmányai, pályakezdése
Felsőfokú tanulmányokat a Ferenc József Tudományegyetem Orvostudományi Karán (1931–1934), majd a Matematikai és Természettudományi Karon (1934–1936) folytatott, 1936-ban diplomázott, ekkor kapta kézhez vegyész oklevelét. A szegedi egyetem Orvosi Vegytani Intézetében dolgozott 1933 és 1949 között. 1936-ban avatták biokémiai doktorrá. 1941-ben kapott magántanári kinevezést, „Az oxidáció és fermentáció” tárgykörből. Nyilvános rendkívüli tanári kinevezést kapott 1946. február 6-án.

## Tudományos munkássága
1937-től tanár volt a Szegedi Egyetemen. 1937–1939 közt Rockefeller ösztöndíjjal a Molteno Intézetben kutatott (Cambridge, Egyesült Királyság). A második világháború után, 1945-ben, 31 évesen az egyetem Biokémia Tanszékének tanszékvezető egyetemi tanára lett.
1948-ban kinevezték a Pázmány Péter Tudományegyetem Orvosi Karán a Biokémiai Intézet igazgatójává. 1960 és 1967 között a Magyar Tudományos Akadémia biokémia részlege elnöke volt. Két alkalommal is, 1967 és 1973, valamint 1985 és 1988 között az Akadémia alelnökévé választották. Közben 1971-ben kinevezték az MTA az évben alapított Szegedi Biológiai Kutatóközpont főigazgatójává is.
Kutatói tevékenysége főleg az enzimek, az izomműködés, a fehérjeszintézis és a sejtlégzés területére koncentrálódott. 1941-ben ő fedezte fel az aktint; állati szervezetből sárgaenzimet állított elő, amelyet Straub-diaporáznak neveztek el. Tudományos eredményeit 1948-ban és 1958-ban Kossuth-díjjal ismerte el az állam. 1981-ben Akadémiai Aranyérem kitüntetésben részesült, 1986-ban pedig Pro Natura emlékérem díjazást vehetett át. Tudományos közleményeinek nagy részét angol nyelven adta közre, s többet nemzetközi folyóiratokban, például a Nature című híres brit tudományos folyóiratban. Számos nemzetközi és hazai szervezetben töltött be tudományos tisztségeket, többek között 1969 és 1971 között a Nemzetközi Atomenergia ügynökségben a magyar kormányt képviselte, 1970 és 1978 között az Országos Atomenergia Bizottság alelnöke volt.

## Politikai tevékenysége
Straub 1948-ig tagja volt az MKP-nak, majd 1956-ig az abból alakult MDP-nek. 1985-től a tudományos és művészeti élet reprezentánsaként Szentágothai János akadémikus, Bánffy György és Kállai Ferenc színművészek, valamint Varga Imre szobrászművész mellett párton kívüliként került a Parlamentbe. 1988. június 29-én, Németh Károly utódaként megválasztották a Magyar Népköztársaság Elnöki Tanácsa utolsó elnökévé. 1989. október 23-án, a Magyar Köztársaság kikiáltásának napján az Elnöki Tanács megszűnt. Elnöki tisztsége megszűnésével Straub visszavonult a közszerepléstől, és egészségi állapota miatt tanári munkásságát is abbahagyta. Szekér Nóra: Fedőneve Marslakó c. könyve szerint a hírszerzés 1956-ban titkos informátornak szervezte be, aki „Kutató” fedőnéven a nemzetközi tudományos életről és „a nyugaton élő magyar származású szakemberekről” (többek között korábbi professzoráról, Szent-Györgyi Albertről) írt jelentéseket.

## Családja
Édesapja Straub Ferenc, édesanyja Kren Teréz. Első felesége Lichtneckert Erzsébet (1916–1967) volt, akit 1940-ben vett feleségül, és aki 1967-ben halt meg. A házasságukból két lány született. Második neje Szabolcsi Gertrúd volt, akivel 1972-ben házasodtak össze, és akinek már az első férjétől volt egy lánya, Szabolcsi Anna nyelvész. Közös gyermekük nem született, második feleségét három évvel élte túl.

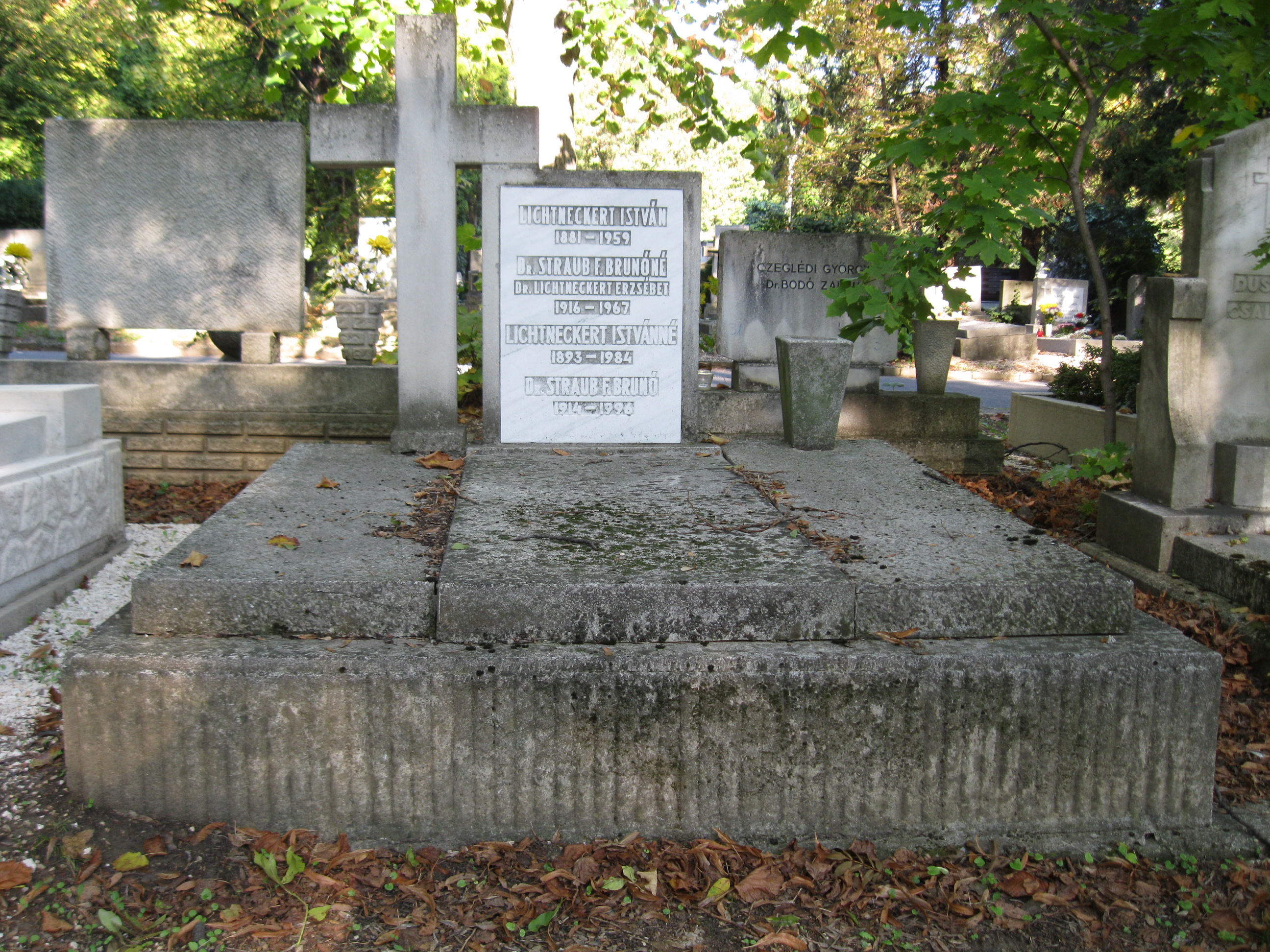
Sírja a Farkasréti temetőben első feleségével és annak szüleivel.

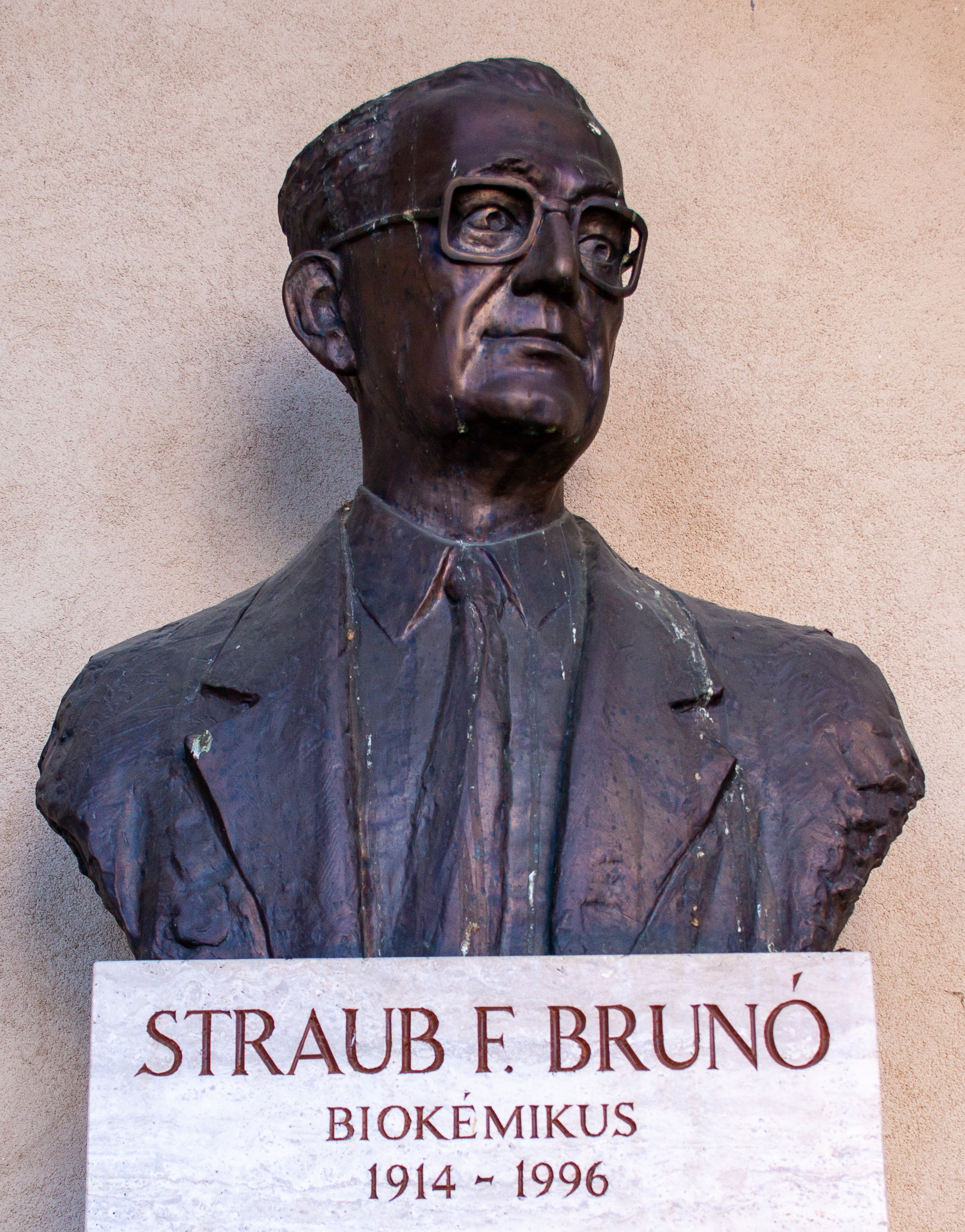
Mellszobra a szegedi Dóm téren

## Kötetei
- Biokémia, Magyar Orvosi Könyvkiadó Társulat, 1949
- Általános, szervetlen és analitikai kémia, Tankönyvkiadó Vállalat, Budapest, 1950
- Szerves kémia (orvostanhallgatók számára), Tankönyvkiadó Vállalat, Budapest, 1951
- Általános és szervetlen kémia, Medicina Kiadó, Budapest, 1958
- Enzimek, molekulák, életjelenségek; Akadémiai, Budapest, 1966 (Korunk tudománya)
- Általános és szervetlen kémia orvostanhallg. számára; közrem. Dénes Géza, Mányai Sándor, Székely Mária; 6. átdolgozott kiadás; Medicina, Budapest, 1967
- Biológiai lexikon I–IV. Főszerk. Straub F. Brunó. Budapest: Akadémiai. 1975–1978. ISBN 963-05-0529-0

## Szerkesztői munka
A Magyar Tudomány főszerkesztője (1983-1989)

## Társasági tagság
- Magyar Élettani Társaság (MÉT)
- American Society of Biological Chemists
- European Molecular Biology Organization (EMBO)
- Société de biologie (francia tudós társaság, Párizs, 1848-)
- Csehszlovák Biokémiai Társaság
- Berlini Élettani Társaság

## Díjak, elismerések
- Kossuth-díj II. fokozat (1948), I. fokozat (1958)
- Magyar Népköztársaság Érdemrend V. fokozat (1951)
- Munka Érdemrend (1954, 1960), arany fokozat (1970)
- Hufeland Érem ezüst fokozat (1969, NDK)
- Ciba Foundation aranyérme (1973, London)
- A Magyar Népköztársaság Zászlórendje II. fokozat (1974)
- Csongrád Megyei Tanács „Alkotói díj” (1978)
- Akadémiai Aranyérem (1981)
- Pro Natura Emlékérem (1986)
- Magyar Népköztársaság rubinokkal ékesített Zászlórendje (1989)
- Szeged város díszpolgára (1990)[10]
- Szegedért Alapítvány fődíja (1994)
- A Magyar Köztársasági Érdemrend középkeresztje a csillaggal (1995)

## Egyéb irodalom
- Jónás Károly – Villám Judit: A Magyar Országgyűlés elnökei, 1848–2002. Almanach. Argumentum Kiadó, Budapest, 2002, ISBN 963-446-225-1